# 진안군·장수군·무주군
진안군·장수군·무주군은 대한민국의 옛 국회의원 선거구이다. 당시 전라북도 진안군, 장수군, 무주군 지역을 관할했다.

## 역사
제6대 국회의원 선거를 앞두고 진안군, 장수군, 무주군 선거구가 통합되면서 신설되었다.
제8대 국회의원 선거를 앞두고 진안군 선거구와 장수군·무주군 선거구로 분리되면서 폐지되었다.

## 역대 국회의원
| 선거   | 정당 | 정당       | 의원   |
| ------ | ---- | ---------- | ------ |
| 1963년 |      | 민주공화당 | 전휴상 |
| 1967년 |      | 민주공화당 | 전휴상 |

## 역대 선거 결과

### 대한민국 제6대 국회의원 선거
|  | 41.38% |

|  | 14.95% |

|  | 14.87% |

|  | 12.97% |

|  | 12.81% |

|  | 2.98% |

### 대한민국 제7대 국회의원 선거
|  | 73.52% |

|  | 12.94% |

|  | 6.55% |

|  | 3.95% |

|  | 1.86% |

|  | 1.15% |